# Sverre Haugli
Sverre Haugli (Jevnaker, 2 oktober 1982) is een voormalig Noors langebaanschaatser.
Sverre Haugli maakte zijn internationale schaatsdebuut bij een wereldbekerwedstrijd in november 2006. In januari 2007 deed hij voor het eerst mee aan een internationaal kampioenschap. In Collalbo werd de Noor 11e bij het EK Allround.
Sverre is vernoemd naar zijn grootvader Sverre Ingolf Haugli die in de jaren 50 van de 20e eeuw actief was in het internationale schaatsen. Sverre's zus, Maren Haugli, is ook actief in het schaatsen. In mei 2010 kondigde Haugli zijn afscheid aan, mede omdat hij het niet eens was met het trainingsprogramma van de Noorse ploeg.

## Persoonlijk records
| Afstand      | Tijd     | Datum            | Baan           |
| ------------ | -------- | ---------------- | -------------- |
| 500 meter    | 37,52    | 24 februari 2007 | Salt Lake City |
| 1000 meter   | 1.12,02  | 24 maart 2006    | Calgary        |
| 1500 meter   | 1.46,98  | 9 november 2007  | Salt Lake City |
| 3000 meter   | 3.45,22  | 3 november 2007  | Salt Lake City |
| 5000 meter   | 6.18,09  | 5 december 2009  | Calgary        |
| 10.000 meter | 13.12,75 | 23 november 2008 | Moskou         |

## Resultaten
| Jaar | EK Allround | WK Allround | WK Afstanden                          | Olympische Spelen    | Wereldbeker          |
| ---- | ----------- | ----------- | ------------------------------------- | -------------------- | -------------------- |
| 2007 | 11e         | NC18        |                                       |                      | 20e 5/10km           |
| 2008 | 10e         | 11e         | 6e achtervolging                      |                      | 27e 1500m 13e 5/10km |
| 2009 | 7e          | 9e          | 8e 5000m 13e 10.000m 5e achtervolging |                      | 24e 1500m 10e 5/10km |
| 2010 | 10e         | 8e          |                                       | 10e 5000m 6e 10.000m | 45e 1500m 8e 5/10km  |

NC# = niet gekwalificeerd voor de laatste afstand
- Virtual International Authority File: 598149296304380670009